# Mirasol Calera
Mirasol Calera är en ort i Mexiko.   Den ligger i kommunen Motozintla och delstaten Chiapas, i den sydöstra delen av landet, 900 km sydost om huvudstaden Mexico City. Mirasol Calera ligger 1 617 meter över havet och antalet invånare är 102.
Terrängen runt Mirasol Calera är bergig åt sydost, men åt nordväst är den kuperad. Runt Mirasol Calera är det ganska tätbefolkat, med 78 invånare per kvadratkilometer. Närmaste större samhälle är Huixtla, 18,8 km sydväst om Mirasol Calera. I omgivningarna runt Mirasol Calera växer i huvudsak städsegrön lövskog.